# Arabidopsis
Arabidopsis es un género de plantas herbáceas de la familia de las brasicáceas, que han sido objeto de intenso estudio en época reciente como modelos para la investigación fitobiológica. Arabidopsis thaliana fue la primera planta cuyo genoma se secuenció por completo, una tarea completada en diciembre del 2000 por el proyecto AGI (Iniciativa para el Genoma de la Arabidopsis).
La investigación genética ha permitido precisar el alcance del grupo; numerosas especies clasificadas anteriormente en el género han sido desplazadas a Beringia, Crucihimalaya, Ianhedgea, Olimarabidopsis y Pseudoarabidopsis, mientras que otras de Cardaminopsis, Hylandra y Arabis han sido reclasificadas en él. Las investigaciones recientes indican que existen 9 especies y 8 subespecies en el mismo.
La agencia espacial china, CSNA, consiguió cultivar Arabidopsis en la Luna en 2019. También la agencia espacial estadounidense, NASA, planeó cultivarla en la Luna en 2015 aunque nunca llegaron a realizarlo y planean cultivarla en Marte el 2021.

## Descripción
Son hierbas, de pequeño tamaño, erectas, pilosas o pubescentes, con roseta basal, hermafroditas, de ciclo anual o aún inferior al año. Son nativas de Europa, y algunas especies se han naturalizado en Asia y Norteamérica.

## Taxonomía
El género fue descrito por Nicholas Edward Brown y publicado en Journal of Botany, British and Foreign 66: 141. 1928. La especie tipo es: Dicrocaulon pearsonii N.E. Br. 
Etimología
Arabidopsis: nombre genérico que significa "parecido al género Arabis".

### Especies y subespecies
Actualmente el género Arabidopsis se considera que cuenta con 9 especies y 8 subespecies y que las especies anteriormente consideradas dentro de aquel género eran polifiléticas. 
- Arabidopsis arenosa (L.) Lawalrée

A. arenosa subsp. arenosa
A. arenosa subsp. borbasii
- Arabidopsis cebennensis DC.
- Arabidopsis croatica Schott
- Arabidopsis halleri L.

A. halleri subsp. halleri
A. halleri subsp. ovirensis Wulfen
A. halleri subsp. gemmifera Matsum.
- Arabidopsis lyrata L.

A. lyrata subsp. lyrata
A. lyrata subsp. petraea L.
Distribución: Europa, Siberia, Alaska y Yukon.
A. lyrata subsp. kamchatica Fischer ex DC.
- Arabidopsis neglecta Schult.
- Arabidopsis pedemontana Boiss.
- Arabidopsis suecica (Fr.) Norrl., O.E.Schulz
- Arabidopsis thaliana (L.) Heynh.
- Arabidopsis umezawana Kadota[6]
- Arabidopsis verna Busch[7]
- Arabidopsis virgata (Nutt.) Rydb.[8]
- Arabidopsis virgata Rydb.[9]
- Arabidopsis yadungensis K.C.Kuan & C.H.An[10]

## Especies reclasificadas
Las siguientes especies ya no se considera que pertenezcan al género Arabidopsis:
- A. bactriana =
- A. brevicaulis = Crucihimalaya himalaica
- A. bursifolia = Beringia bursifolia
- A. campestris = Crucihimalaya wallichii
- A. dentata = Murbeckiella pinnatifida
- A. drassiana =
- A. erysimoides = Erysimum hedgeanum
- A. eseptata = Olimarabidopsis umbrosa
- A. gamosepala = Neotorularia gamosepala
- A. glauca = Thellungiella salsuginea
- A. griffithiana = Olimarabidopsis pumila
- A. himalaica = Crucihimalaya himalaica
- A. huetii = Murbeckiella huetii
- A. kneuckeri = Crucihimalaya kneuckeri
- A. korshinskyi = Olimarabidopsis cabulica
- A. lasiocarpa = Crucihimalaya lasiocarpa
- A. minutiflora = Ianhedgea minutiflora
- A. mollis = Beringia bursifolia
- A. mollissima = Crucihimalaya mollissima
- A. monachorum = Crucihimalaya lasiocarpa
- A. mongolica = Crucihimalaya mongolica
- A. multicaulis = Arabis tibetica
- A. novae-anglicae = Neotorularia humilis
- A. nuda = Drabopsis nuda
- A. ovczinnikovii = Crucihimalaya mollissima
- A. parvula = Thellungiella parvula
- A. pinnatifida = Murbeckiella pinnatifida
- A. pumila = Olimarabidopsis pumila
- A. qiranica = Sisymbriopsis mollipila
- A. richardsonii = Neotorularia humilis
- A. russeliana = Crucihimalaya wallichii
- A. salsuginea = Thellungiella salsuginea
- A. sarbalica = Crucihimalaya wallichii
- A. schimperi = Robeschia schimperi
- A. stenocarpa = Beringia bursifolia
- A. stewartiana = Olimarabidopsis pumila
- A. stricta = Crucihimalaya stricta
- A. taraxacifolia = Crucihimalaya wallichii
- A. tenuisiliqua = Arabis tenuisiliqua
- A. tibetica = Crucihimalaya himalaica
- A. tibetica = Arabis tibetica
- A. toxophylla = Pseudoarabidopsis toxophylla
- A. trichocarpa = Neotorularia humilis
- A. trichopoda = Beringia bursifolia
- A. tschuktschorum = Beringia bursifolia
- A. tuemurnica = Neotorularia humilis
- A. verna = Drabopsis nuda
- A. virgata = Beringia bursifolia
- A. wallichii = Crucihimalaya wallichii
- A. yadungensis =